# لاندکرایس نورتینگن
لاندکرایس نورتینگن (به آلمانی: Landkreis Nürtingen) یک منطقهٔ مسکونی در آلمان است که در بادن-وورتمبرگ واقع شده‌است. لاندکرایس نورتینگن ۳۸۰ کیلومتر مربع مساحت و ۱۵۹٬۰۳۰ نفر جمعیت دارد.